# Mythes et Croyances
Mythes et Croyances  (Lore) est une série télévisée américaine en douze épisodes d'environ 40 minutes diffusée en deux saisons le 13 octobre 2017 et le 19 octobre 2018 sur la plateforme Amazon Video.

## Synopsis
Mythes et Croyance donne vie au podcast « Lore » d'Aaron Mahnke. Elle met en lumière les évènements réels dont se nourrissent nos pires cauchemars. Alliant mises en situation, animation, archives et narration, cette série révèle combien nos légendes glaçantes sont ancrées dans la réalité. 
Chaque épisode met en scène des contes effrayants et dérangeants, tirés de la vie réelle qui donnent forme aux mythes et légendes des temps modernes. 

## Production
Le projet de série a été commandé le 6 octobre 2016.
Le 26 février 2018, la série est renouvelée pour une deuxième saison.
Le 27 juillet 2019, la série est annulée.

## Épisodes

### Première saison (2017)
1. Ils ont fait un fortifiant (They Made a Tonic)
2. Pic à glace (Echoes)
3. Le Cercle des fées (Black Stockings)
4. Spiritualisme (Passing Notes)
5. L'Esprit du loup (The Beast Within)
6. L'Île aux poupées (Unboxed)

### Deuxième saison (2018)
Elle a été mise en ligne le 19 octobre 2018.
1. Burke et Hare - Au nom de la science (Burke and Hare: In the Name of Science)
2. Elizabeth Bathory - Miroir, mon beau miroir (Elizabeth Bathory: Mirror, Mirror)
3. Hinterkaifeck - Des fantômes dans le grenier (Hinterkaifeck: Ghosts in the Attic)
4. L'Horloge de Prague - La Malédiction de l'Orloj (Prague Clock: The Curse of the Orloj)
5. Mary Webster - La Sorcière de Hadley (Mary Webster: The Witch of Hadley)
6. Jack Parsons - Le Démon et le Divin (Jack Parsons: The Devil and the Divine)

## Distribution
- Robert Patrick : Reverend Eliakim Phelps[6] (saison 1, épisode 4)
- Cathal Pendred (en) : Michael Cleary[7] (saison 1, épisode 3)
- Holland Roden (VF : Fily Keita) : Bridget Cleary[8] (saison 1, épisode 3)
- Susanne Wuest (VF : Anne-Laure Gruet) : Viktoria Gabriel[9] (saison 2, épisode 3)
- Emmett J. Scanlan (en) (VF : Fabien Jacquelin) : William Burke[10] (saison 2, épisode 1)
- Paula Malcomson (VF : Brigitte Bergès) ; Mary Webster (saison 2, épisode 5)
- Josh Bowman (VF : Damien Ferrette) : Jack Parsons (saison 2, épisode 6)
- Ian Gelder : Aleister Crowley (saison 2, épisode 6)